# Herzlberget
Herzlberget (hebreiska: הר הרצל Har Herzl), även Har HaZikaron (hebreiska: הר הזכרון, "Minnets berg"), är en kulle och begravningsplats i Israel på den västra sidan av Jerusalem, uppkallad efter Theodor Herzl, grundaren av den moderna politiska sionismen. Herzls grav ligger på toppen av kullen. Många framstående israeliska ledare är begravda här. Yad Vashem, ett museum till minne av Förintelsen, ligger väster om Herzlberget. Israeliska soldater som stupat är också begravda här. Herzlberget når 834 meter över havet.

## Galleri

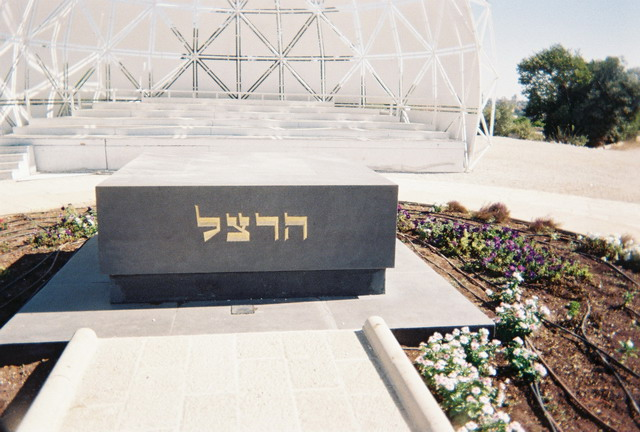
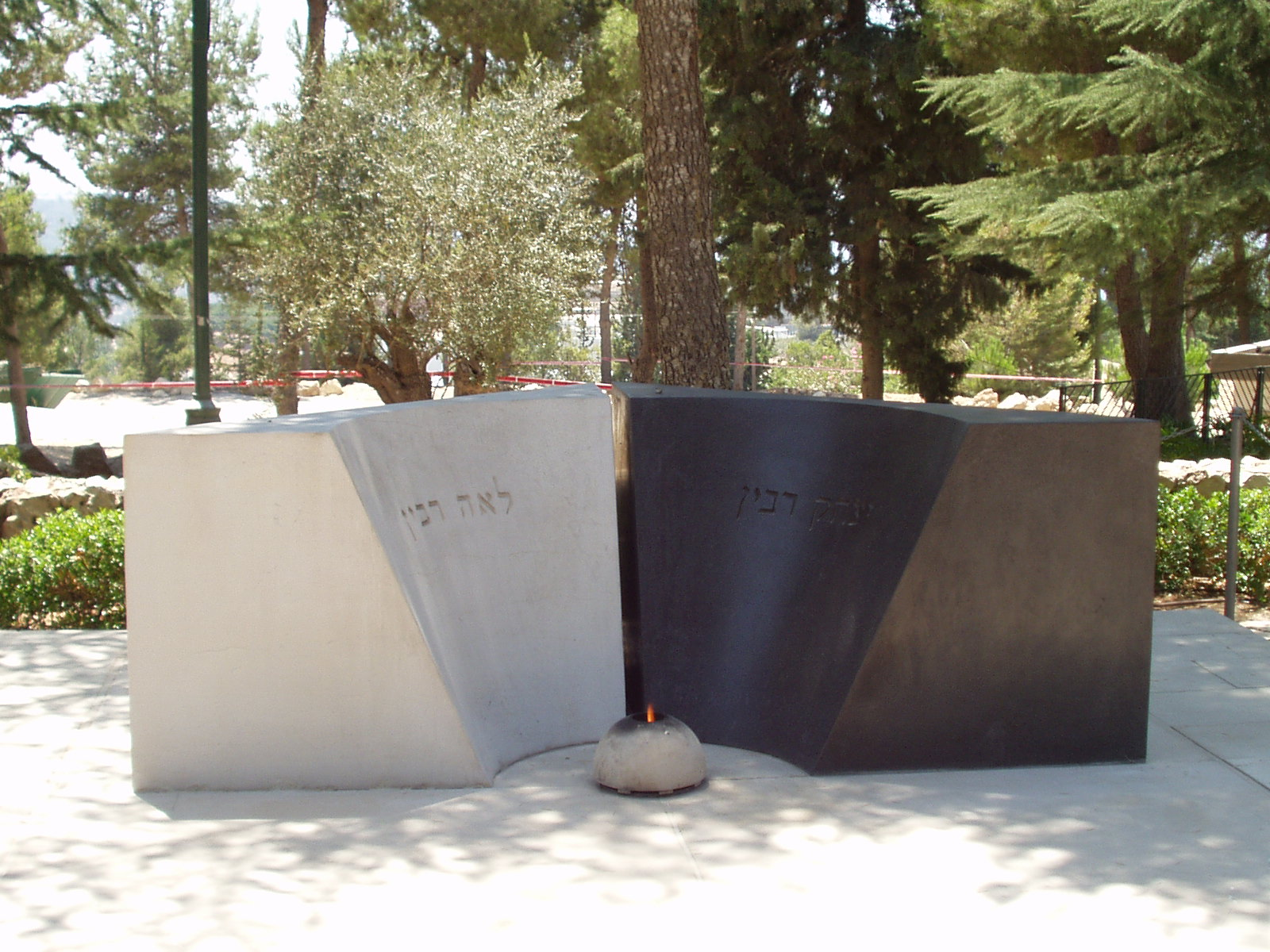
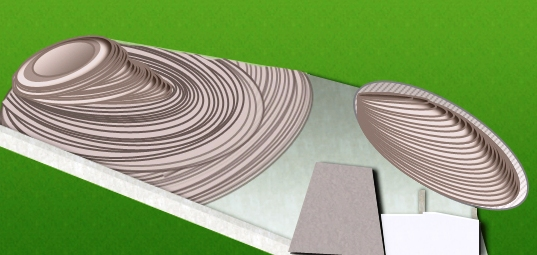
National Memorial Hall - 2015
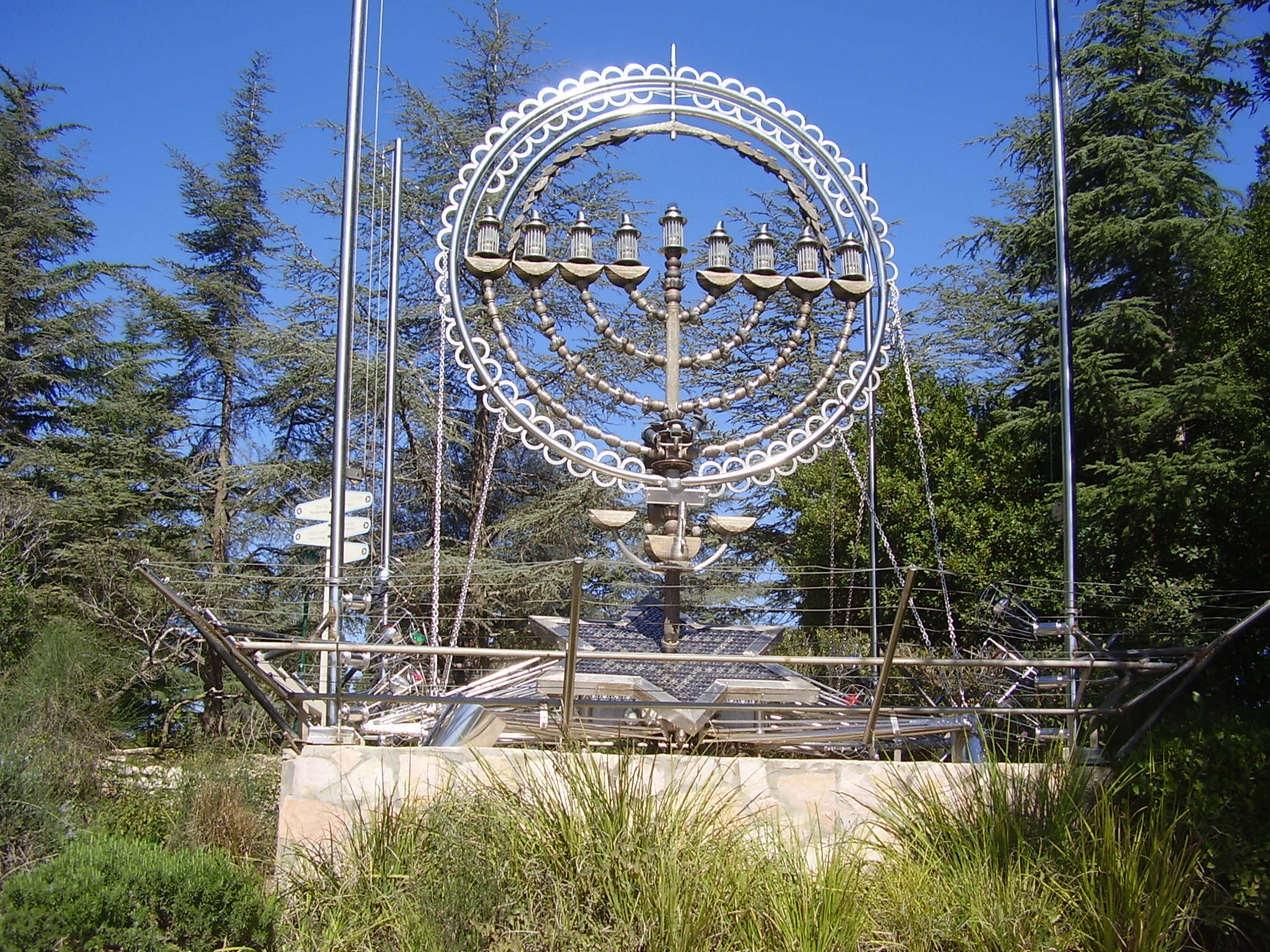
Menora
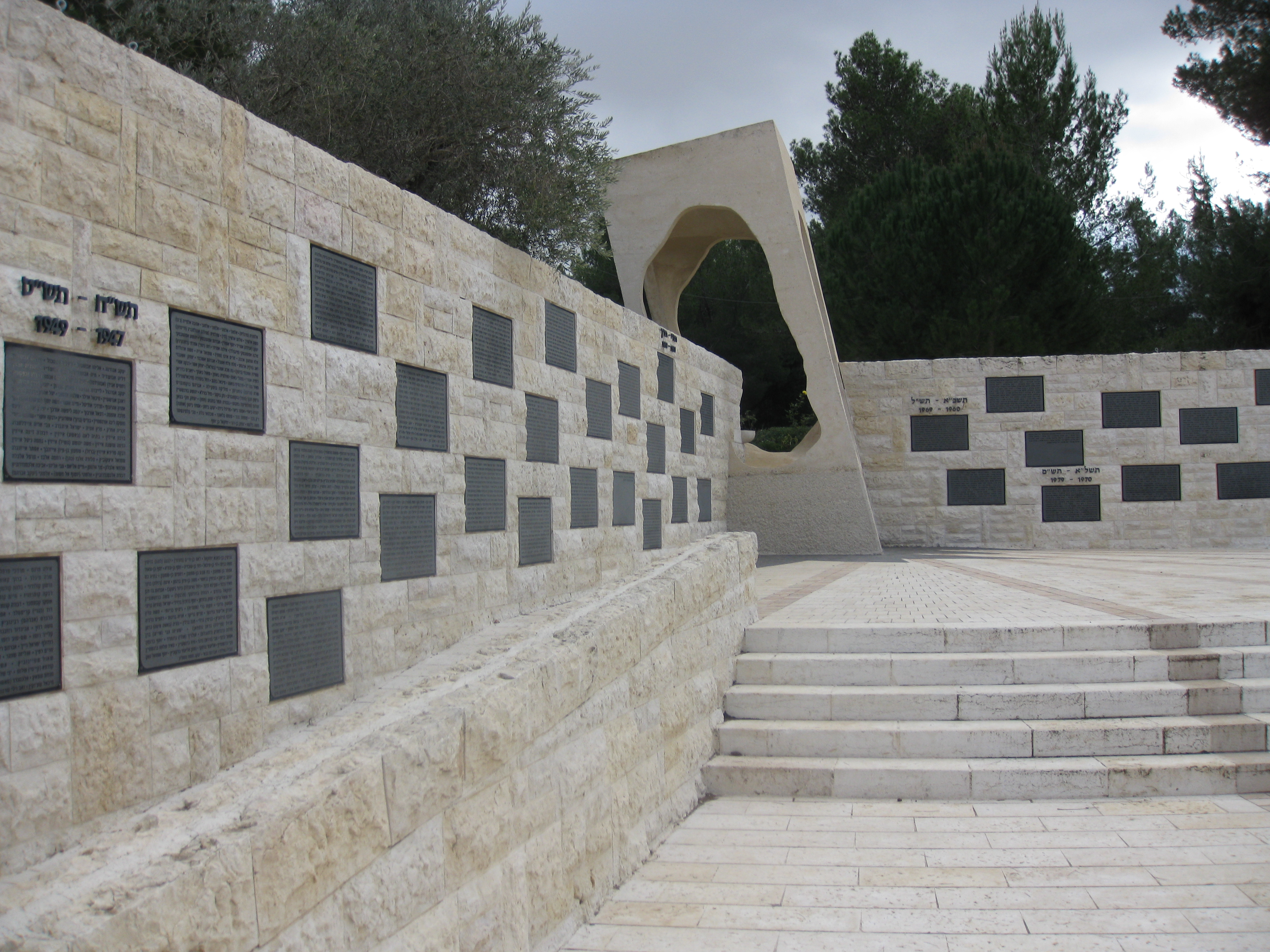
Minnesmärke över våldsoffer
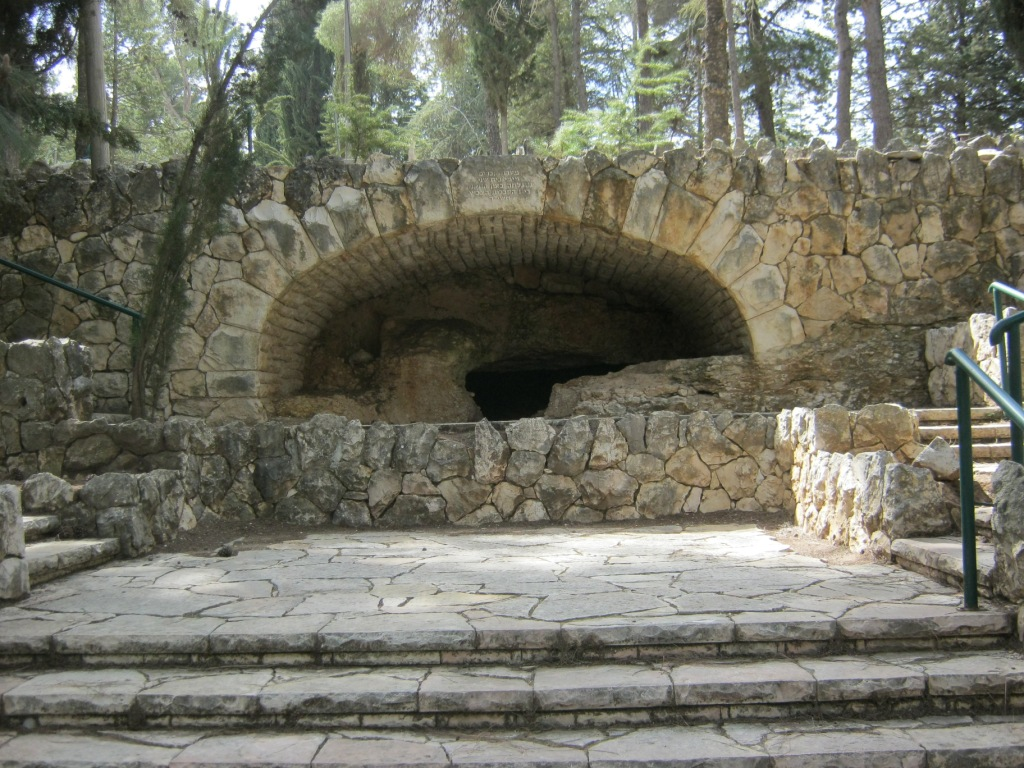
Gammal judisk begravningsgrotta från det andra templet